# Tre Carrare
Tre Carrare è un quartiere di Taranto, appartenente alla IV circoscrizione assieme al quartiere Solito Corvisea..

## Geografia fisica
Il quartiere, è situato in pieno centro cittadino, lambendo il quartiere Borgo. I suoi confini sono:
- a Nord con la linea di costa del Mar Piccolo (tratto compreso tra i prolungamenti di Via Leonida e Via Millo);
- a Sud con il Rione Italia Montegranaro;
- a Est con il quartiere Solito Corvisea;
- a Ovest con il quartiere Borgo.